# 赛马县
赛马县是1945年11月至1949年3月中国共产党在安东省设置的县级行政区划。

## 历史
1944年底，中共胶东区党委相继派出多批干部秘密到安东省开展工作。其中，李兴业回到凤城县赛马集一带开展工作，有目的地在新开岭煤矿工人和当地农民群众中吸收并培养积极分子，为战略反攻积蓄力量和搜集军事情报。
赛马县先后隶属宽甸中心县委(1945.11-1946.1)、宽桓地委(1946.1-1946.4)、安东四地委1946.4-1948.4)。县城先后驻赛马集、叆阳城（即叆阳边门）、灌水（1946年2月）。中共安东省委先后任命林孟舒（1945.11-1946.8）、吕赛（1946.8-1946.11）、张云樵（1947.7-1948.10）、王海之（1948.10-1949.3）任县委书记。县保安大队长李兴业。下辖区政府与区工委：
- 赛马
- 叆阳
- 灌水
- 双山
- 石城
- 龙山
- 万全
- 双岭子
- 庙阳
- 松树嘴
- 弟兄山
- 大洼